# Attilio Terragni
Attilio Terragni (Milano, 1º aprile 1896 – 14 febbraio 1958) è stato un politico italiano, podestà di Como dal 1934 al 1943 e senatore dal 1953 alla morte.

## Biografia
Fratello del noto architetto Giuseppe Terragni, fu ingegnere professionista; Insieme al fratello aprì nel 1926 il proprio studio al piano terra della casa paterna.
Ebbe l'incarico di direttore dei lavori nella costruzione del Monumento ai caduti di Como, su schizzo iniziale di Enrico Prampolini poi modificato da Giuseppe Terragni che né eliminò le decorazioni.
È stato podestà di Como dopo Luigi Negretti, rimanendo in carica dal 15 settembre 1934 fino al 16 agosto 1943, periodo in cui si occupò del rinnovamento della città, promuovendo anche l'attività dei razionalisti comaschi (commissionò, ad esempio, la fontana di Camerlata).
Nel dopoguerra, alle elezioni politiche del 1953 fu candidato al Senato della Repubblica per il Partito Nazionale Monarchico nel collegio di Como, in cui ottenne 7 612 voti pari al 6,8% e venne eletto senatore. Rimase senatore fino alla morte, avvenuta il 14 febbraio 1958, dopo la quale gli subentrò in Senato Enrico Gazzale.